# Rhinura cynossema
Rhinura cynossema là một loài bướm đêm trong họ Geometridae.